# مارك ستوك (لاعب كرة قدم أمريكية)
مارك ستوك (بالإنجليزية: Mark Stock)‏ هو لاعب كرة قدم أمريكية أمريكي، ولد في 27 أبريل 1966 في كانتون في الولايات المتحدة.

## وصلات خارجية
- مارك ستوك على موقع مرجع كرة القدم المحترفة.كوم (الإنجليزية)